# Mauro Mitilini
Mauro Mitilini (Casoria, 16 settembre 1969 – Bologna, 4 gennaio 1991) è stato un carabiniere, vittima della strage della banda della Uno bianca.

## Biografia
Carabiniere effettivo nativo di Casoria (Napoli), rimase vittima insieme ai colleghi Otello Stefanini ed Andrea Moneta, la sera del 4 gennaio 1991 a Bologna, nel quartiere del Pilastro, dell'assalto passato alla cronaca giudiziaria come la strage della banda della Uno bianca.
Fu insignito della Medaglia d'Oro al Valor Civile.

## Riconoscimenti
Alla sua memoria è stata intitolata, nel 1993 la Caserma dei Carabinieri di Casavatore (Napoli) e il 16 marzo 2010, la Caserma sede del Comando Stazione Carabinieri di Crespellano (Bologna).